# Savage Mode II
Savage Mode II — совместный студийный альбом американского рэпера 21 Savage и продюсера Metro Boomin. Он был выпущен 2 октября 2020. Это сиквел к их мини-альбому Savage Mode, который вышел в 2016 году. Перед выпуском альбома был выпущен его трейлер, в нём присутствует голос Моргана Фримена. Он содержит гостевые участия от Дрейка, Янг Тага и Young Nudy.

## История
Metro Boomin впервые анонсировал проект в июле 2019 года, когда 21 Savage вывел его на сцену во время концерта. Во время разговора с толпой Metro заявил, что Savage Mode II уже в пути. 18 февраля 2020 года продюсер опубликовал в Твиттере фотографию себя и 21 Savage в студии. Подпись к картинке гласила: «MODE» (с англ. — «Режим»). 3 марта 21 Savage опубликовал в историях Instagram, что проект выйдет 13 марта. В мае 21 Savage заявил, что они проверяют качество альбома перед выпуском. Анонс был опубликован через неделю после того, как фанаты подали петицию, призывающую 21 Savage и Metro Boomin выпустить альбом. Она собрала более 28 000 подписей. О выпуске проекта было официально объявлено 28 сентября, дуэт подтвердил дату выпуска и анонсировал альбом мрачным трейлером. Его режиссёром стал Гибсон Хазард, а озвучил актёр Морган Фриман. Визуальный ряд содержит сцены Metro Boomin и 21 Savage в студии, а после голос Фримана информирует зрителей о значении Savage Mode.
Также был создан промо-сайт для альбома с обратным отсчётом времени до релиза проекта и телефонным номером, по которому слушатели могли позвонить, чтобы услышать отрывки песен.

## Обложка
29 сентября Metro Boomin представил обложку альбома в социальных сетях с подписью: «Boominati Slaughter Gang захватит власть в 2020 и 21 году», пародируя строчки Ювенила «Cash Money Records захватят 99 и 2000» из песни «Back That Azz Up». Обложка была создана Pen & Pixel. Она выполнена в «ностальгическом» и винтажном стиле, «в значительной степени» вдохновлённом произведениями Cash Money и No Limit Records, и является отсылкой к обложкам альбомов 1990-х годов.

## Критический приём
| Оценки критиков | Оценки критиков |
| Источник        | Оценка          |
| --------------- | --------------- |
| Clash           | 8/10            |
| Exclaim!        | 6/10            |
| Pitchfork       | 6.6/10          |
| RapReviews      | 6.5/10          |

Робин Мюррей из Clash похвалил «чёткий и перспективный» инструментал Metro Boomin, а также исполнение 21 Savage. Он заключил: «Savage Mode 2 сочетает развлечение с феноменальным артистизмом». В обзоре Джейкоб Кэри из Exclaim! написал: «Хотя Savage Mode II ни в коем случае нельзя назвать ужасным альбомом, возможно, это не тот продукт, на который надеялись их фанаты».

## Список композиций
Адаптировано под Tidal.
| №                   | Название                                   | Автор(ы) | Продюсер(ы)                                 | Длительность |
| ------------------- | ------------------------------------------ | --- | ------------------------------------------- | ------------ |
| 1.                  | «Intro»                                    | Shéyaa Bin Abraham-Joseph Leland Wayne Douglas Mackay Richard Hill                                             | Metro Boomin Prince 85                      | 1:10         |
| 2.                  | «Runnin»                                   | Abraham-Joseph Wayne Michael Masser Pamela Sawyer                                                              | Metro Boomin                                | 3:16         |
| 3.                  | «Glock in My Lap»                          | Abraham-Joseph Wayne                                                                                           | Metro Boomin Southside Honorable C.N.O.T.E. | 3:14         |
| 4.                  | «Mr. Right Now» (при участии Дрейк)        | Abraham-Joseph Wayne Aubrey Graham Tate Kobang David Ruoff Elias Klughammer Jocelyn Donald                     | Metro Boomin David x Eli                    | 3:14         |
| 5.                  | «Rich Nigga Shit» (при участии Янг Тага)   | Abraham-Joseph Wayne Jeffery Williams                                                                          | Metro Boomin Peter Lee Johnson              | 3:10         |
| 6.                  | «Slidin»                                   | Abraham-Joseph Wayne Ruoff Klughammer                                                                          | Metro Boomin David x Eli Allen Ritter       | 3:05         |
| 7.                  | «Many Men»                                 | Abraham-Joseph Wayne John Padgett Curtis Jackson III Luis Resto Darrell Branch Frederick Perren Keni St. Lewis | Metro Boomin Johnson                        | 3:22         |
| 8.                  | «Snitches & Rats (Interlude)»              | Abraham-Joseph Wayne                                                                                           | Metro Boomin                                | 0:57         |
| 9.                  | «Snitches & Rats» (при участии Young Nudy) | Abraham-Joseph Wayne Quantavious Thomas                                                                        | Metro Boomin Johnson                        | 3:08         |
| 10.                 | «My Dawg»                                  | Abraham-Joseph Wayne Ahmar Bailey Bernd Schoenhart                                                             | Metro Boomin Kid Hazel                      | 3:02         |
| 11.                 | «Steppin on Niggas»                        | Abraham-Joseph Wayne Jeffrey Page Joe Cooley Rodney Oliver                                                     | Metro Boomin                                | 2:21         |
| 12.                 | «Brand New Draco»                          | Abraham-Joseph Wayne Joseph Froese                                                                             | Metro Boomin Johnson Prince 85              | 3:22         |
| 13.                 | «No Opp Left Behind»                       | Abraham-Joseph Wayne                                                                                           | Metro Boomin                                | 3:14         |
| 14.                 | «RIP Luv»                                  | Abraham-Joseph Wayne Xavier Dotson James Epps Joseph Pruitt Wallace Childs Cleveland Horne                     | Metro Boomin Zaytoven Johnson               | 3:34         |
| 15.                 | «Said N Done»                              | Abraham-Joseph Wayne Stephanie Mills Barry Eastmond Terry Alexander Wayne Braithwaite                          | Metro Boomin                                | 3:52         |
| Общая длительность: | Общая длительность:                        | Общая длительность:                                                                                            | Общая длительность:                         | 44:01        |

## Участники записи
Адаптировано под Tidal.

### Исполнение
- 21 Savage — главный артист
- Metro Boomin — главный артист
- Дрейк — гостевой артист (4)
- Янг Таг — гостевой артист (5)
- Young Nudy — гостевой артист (9)
- Морган Фримен — запись (1, 2, 6–8, 13 и 15)[15]

### Инструментал
- Питер Ли Джонсон — струнные (1, 5 и 7), клавишные (1, 6, 7, 12 и 14), гитара (5)
- Сираадж Ретт — труба (11)
- Крис «XZ» Таунсенд — гитара (14)

### Производство
- Metro Boomin — исполнительное продюсирование, продакшн (все песни)
- Prince 85 — производство (1 и 12)
- Southside — производство (3)
- Honorable C.N.O.T.E. — производство (3)
- David x Eli — производство (4 и 6)
- Питер Ли Джонсон — производство (5-7, 9, 12 и 14)
- Аллен Риттер — производство (6)
- Кид Хейзел — производство (10)
- Zaytoven — постановка (14)

### Технический процесс
- Майк Боззи — мастеринг (все треки)
- Итан Стивенс — сведение (все треки), запись (2, 4-7, 10-14)
- Ной Хашимото — микширование (4, 6 и 11), помощь при сведении (1, 2, 4 и 6), инженерная помощь (5, 7 и 10-15)
- Брейден Дэвис — сведение (9), инженерная помощь (8)
- Остин Фиклин — помощь при сведении (2), инженерная помощь (15)
- Дэниел Шиши — помощь при микшировании (3), помощь при записи (9)
- Исайя «ibmixing» Браун — запись (3), помощь при записи (9)
- Ноэль Кадастр — запись (4)
- Альверн «Верн» Эммануэль — помощь при записи (9)
- Джошуа Харбин — помощь при записи (9)
- Райан Янгблад — инженерная помощь (5 и 12)
- Джейкоб Брайант — инженерная помощь (7)
- Де’Рон Биллапс — инженерная помощь (7)
- Киара Морено — инженерная помощь (10)
- Джош Эпплби — инженерная помощь (13 и 14)
- Мелвин Вильянуэва — инженерная помощь (13 и 14)
- Нино Вильянуэва — инженерная помощь (13 и 14)

## Чарты
| Чарт (2020)                      | Высшая позиция |
| -------------------------------- | -------------- |
| Австралия (ARIA)                 | 4              |
| Бельгия/Фландрия (Ultratop)      | 4              |
| Бельгия/Валлония (Ultratop)      | 22             |
| Нидерланды (Album Top 100)       | 5              |
| Германия (Offizielle Top 100)    | 29             |
| Ирландия (Irish Albums Chart)    | 4              |
| Италия (FIMI)                    | 13             |
| Новая Зеландия (RMNZ)            | 5              |
| Норвегия (VG-lista)              | 3              |
| Великобритания (UK Albums Chart) | 10             |